# Parafia św. Mikołaja w Świdnicy
Parafia św. Mikołaja – parafia prawosławna w Świdnicy, w dekanacie Wrocław diecezji wrocławsko-szczecińskiej.
Na terenie parafii funkcjonuje 1 cerkiew:
- cerkiew św. Mikołaja Cudotwórcy w Świdnicy – parafialna

## Historia
Parafia powstała w 1965 r. Do czasu pozyskania dawnej ewangelickiej kaplicy cmentarnej (obecnej cerkwi parafialnej) nabożeństwa odprawiano w prywatnych mieszkaniach. W 2013 r. parafia liczyła kilkudziesięciu wiernych – Polaków, Białorusinów, Greków, Gruzinów, Łemków, Rosjan i Ukraińców.

## Wykaz proboszczów
- 1965–1970 – ks. Stefan Biegun
- 1970–1971 – ks. Eugeniusz Cebulski
- 1971–1985 – ks. Antoni Aniśkowicz
- 1985–1995 – ks. Sławomir Troc
- 1995–2006 – ks. Aleksander Konachowicz
- od 2006 – ks. Piotr Nikolski